# Parafia św. Mikołaja w Tarnowie Pałuckim
Parafia Świętego Mikołaja w Tarnowie Pałuckim jest jedną z 9 parafii leżącą w granicach dekanatu wągrowieckiego. Erygowana w 1326. Jest połączona od 1933 unią personalną (wspólny proboszcz) z parafią pw. Świętych Piotra i Pawła w Łeknie.

## Dokumenty
Księgi metrykalne:
- ochrzczonych od 1955 roku
- małżeństw od 1955 roku
- zmarłych od 1955 roku